# 青岛公交304路线
青岛公交304路线，是青岛市胶州湾东岸城区的一条公交线。该路线自1994年5月28日开通运营，途经市南区和崂山区。

## 线路走向
下行：四川路、贵州路、西陵峡一路、西陵峡路、太平路、莱阳路、文登路、香港西路、香港中路、高雄路、宁夏路、香港东路、崂山路、军港路、崂山路、崂山景区旅游专用路。
上行：崂山景区旅游专用路、崂山路、香港东路、崂山路、香港东路、宁夏路、高雄路、香港中路、香港西路、文登路、莱阳路、太平路、广西路、费县路、西藏路、云南路、台西三路、贵州路、四川路。

## 停车站点
本路线共设置65个停车站点。
| 序号 | 站名                  | 下行                                  | 下行                              | 上行                          | 上行                              | 换乘地铁           |
| 序号 | 站名                  | 停车                                  | 站位                              | 停车                          | 站位                              | 换乘地铁           |
| ---- | --------------------- | ------------------------------------- | --------------------------------- | ----------------------------- | --------------------------------- | ------------------ |
| 1    | 轮渡站                | 快进的向下双箭头图形 · 公共汽车的图形 | 四川路/青岛轮渡                   | 向上箭头图形 · 公共汽车的图形 | 四川路/滋阳路                     |                    |
| 2    | 团岛站                | 向下箭头图形 · 公共汽车的图形         | 贵州路/台西二路                   | 向上箭头图形 · 公共汽车的图形 | 四川路/台西九院                   | 贵州路站（1）      |
| 3    | 云南路站              |                                       |                                   | 向上箭头图形 · 公共汽车的图形 | 云南路/磁山路                     |                    |
| 4    | 西镇站                |                                       |                                   | 向上箭头图形 · 公共汽车的图形 | 西藏路/费县路                     | 西镇站（1）        |
| 5    | 西康路站              | 向下箭头图形 · 公共汽车的图形         | 贵州路/郓城南路                   |                               |                                   |                    |
| 6    | 十二中站              | 向下箭头图形 · 公共汽车的图形         | 贵州路/西陵峡二路                 |                               |                                   |                    |
| 7    | 西陵峡路火车站        | 快进的向下双箭头图形 · 公共汽车的图形 | 西陵峡路/太平路                   |                               |                                   | 青岛站（1、3）     |
| 8    | 广西路火车站          |                                       |                                   | 向上箭头图形 · 公共汽车的图形 | 广西路/蒙阴路                     | 青岛站（1、3）     |
| 9    | 栈桥站                | 快进的向下双箭头图形 · 公共汽车的图形 | 太平路/青岛路                     | 向上箭头图形 · 公共汽车的图形 | 广西路/安徽路                     |                    |
| 10   | 青岛路站              |                                       |                                   | 向上箭头图形 · 公共汽车的图形 | 广西路/青岛路                     |                    |
| 11   | 大学路站              | 向下箭头图形 · 公共汽车的图形         | 太平路/常州路                     | 向上箭头图形 · 公共汽车的图形 | 莱阳路/莱西路                     | 人民会堂站（3、4） |
| 12   | 鲁迅公园站            | 向下箭头图形 · 公共汽车的图形         | 莱阳路/莱阳支路                   | 向上箭头图形 · 公共汽车的图形 | 莱阳路/金口路                     |                    |
| 13   | 海水浴场站            | 向下箭头图形 · 公共汽车的图形         | 文登路/延安一路                   | 向上箭头图形 · 公共汽车的图形 | 文登路/延安一路                   | 汇泉广场站（3）    |
| 14   | 中山公园站            | 快进的向下双箭头图形 · 公共汽车的图形 | 香港西路/武昌路                   | 向上箭头图形 · 公共汽车的图形 | 香港西路/荣成路                   | 中山公园站（3）    |
| 15   | 武胜关路站            | 向下箭头图形 · 公共汽车的图形         | 香港西路/紫荆关路                 | 向上箭头图形 · 公共汽车的图形 | 香港西路/武胜关路                 |                    |
| 16   | 一疗站                | 向下箭头图形 · 公共汽车的图形         | 香港西路/鹊山路                   | 向上箭头图形 · 公共汽车的图形 | 香港西路/湛山路                   | 太平角公园站（3）  |
| 17   | 二疗站                | 向下箭头图形 · 公共汽车的图形         | 香港西路/太平角五路               | 向上箭头图形 · 公共汽车的图形 | 香港西路/太平角六路               |                    |
| 18   | 东海一路站            |                                       |                                   | 向上箭头图形 · 公共汽车的图形 | 香港西路/东海一路                 |                    |
| 19   | 湛山站                | 向下箭头图形 · 公共汽车的图形         | 香港西路/秀湛路                   | 向上箭头图形 · 公共汽车的图形 | 香港中路/盐城路                   | 延安三路站（3）    |
| 20   | 世贸中心站            | 向下箭头图形 · 公共汽车的图形         | 香港中路/海门路                   |                               |                                   | 五四广场站（2、3） |
| 21   | 市政府站              | 快进的向下双箭头图形 · 公共汽车的图形 | 香港中路/新浦路                   | 向上箭头图形 · 公共汽车的图形 | 香港中路/南通路                   | 五四广场站（2、3） |
| 22   | 浮山所站              | 向下箭头图形 · 公共汽车的图形         | 香港中路/徐州路                   | 向上箭头图形 · 公共汽车的图形 | 香港中路/徐州路                   | 南京路站（2）      |
| 23   | 远洋广场站            | 快进的向下双箭头图形 · 公共汽车的图形 | 香港中路/燕儿岛路                 | 向上箭头图形 · 公共汽车的图形 | 香港中路/燕儿岛路                 | 燕儿岛路站（2）    |
| 24   | 辛家庄站              | 向下箭头图形 · 公共汽车的图形         | 香港中路/澄海三路                 | 向上箭头图形 · 公共汽车的图形 | 香港中路/澄海一路                 |                    |
| 25   | 高雄路站              | 向下箭头图形 · 公共汽车的图形         | 高雄路/金门路                     | 向上箭头图形 · 公共汽车的图形 | 高雄路/福清路                     | 高雄路站（2）      |
| 26   | 青岛大学站            | 快进的向下双箭头图形 · 公共汽车的图形 | 宁夏路/台北路                     | 向上箭头图形 · 公共汽车的图形 | 高雄路/宁夏路                     |                    |
| 27   | 麦岛站                | 向下箭头图形 · 公共汽车的图形         | 麦岛路/香港中路                   | 向上箭头图形 · 公共汽车的图形 | 麦岛路/香港东路                   | 麦岛站（2）        |
| 28   | 青岛大学东院站        | 向下箭头图形 · 公共汽车的图形         | 香港东路/海兴路                   | 向上箭头图形 · 公共汽车的图形 | 香港东路/青大路                   |                    |
| 29   | 徐家麦岛站            | 向下箭头图形 · 公共汽车的图形         | 香港东路/海游路                   | 向上箭头图形 · 公共汽车的图形 | 香港东路/青大一路                 | 海游路站（2）      |
| 30   | 王家麦岛站            | 向下箭头图形 · 公共汽车的图形         | 香港东路/海江路                   | 向上箭头图形 · 公共汽车的图形 | 香港东路/海川路                   | 海川路站（2）      |
| 31   | 海川路站              | 向下箭头图形 · 公共汽车的图形         | 香港东路/海川路                   |                               |                                   | 海川路站（2）      |
| 32   | 海青路站              | 向下箭头图形 · 公共汽车的图形         | 香港东路/海青路                   | 向上箭头图形 · 公共汽车的图形 | 香港东路/海青路                   |                    |
| 33   | 海安路站              | 向下箭头图形 · 公共汽车的图形         | 香港东路/海宁路                   | 向上箭头图形 · 公共汽车的图形 | 香港东路/海宁路                   | 海安路站(2)        |
| 34   | 山东头站              | 向下箭头图形 · 公共汽车的图形         | 香港东路/东海东路                 | 向上箭头图形 · 公共汽车的图形 | 香港东路/山东头村路               |                    |
| 35   | 海尔路站              | 快进的向下双箭头图形 · 公共汽车的图形 | 香港东路/海尔路                   | 向上箭头图形 · 公共汽车的图形 | 香港东路/海尔路                   | 石老人浴场站（2）  |
| 36   | 秦岭路站              |                                       |                                   | 向上箭头图形 · 公共汽车的图形 | 香港东路/秦岭路                   |                    |
| 36   | 青岛大剧院站          | 向下箭头图形 · 公共汽车的图形         | 香港东路/秦岭路                   | 向上箭头图形 · 公共汽车的图形 | 香港东路/云岭路                   |                    |
| 37   | 松岭路站              | 向下箭头图形 · 公共汽车的图形         | 香港东路/松岭路                   | 向上箭头图形 · 公共汽车的图形 | 香港东路/松岭路                   |                    |
| 38   | 王家村站              | 向下箭头图形 · 公共汽车的图形         | 香港东路/鲁邦悦海豪庭             | 向上箭头图形 · 公共汽车的图形 | 香港东路/恒基新天地               |                    |
| 39   | 石老人西站            | 向下箭头图形 · 公共汽车的图形         | 香港东路/石老人高尔夫俱乐部       | 向上箭头图形 · 公共汽车的图形 | 香港东路/文园花园                 |                    |
| 40   | 石老人站              | 快进的向下双箭头图形 · 公共汽车的图形 | 香港东路/石老人高尔夫俱乐部       | 向上箭头图形 · 公共汽车的图形 | 香港东路/石老人花园               |                    |
| 41   | 石老人观光园站        | 向下箭头图形 · 公共汽车的图形         | 崂山路/金光·丽海新园              | 向上箭头图形 · 公共汽车的图形 | 崂山路/石老人观光园               |                    |
| 42   | 翡翠花园站            | 向下箭头图形 · 公共汽车的图形         | 崂山路/翡翠花园                   | 向上箭头图形 · 公共汽车的图形 | 崂山路/西姜一路                   |                    |
| 43   | 海山学校站            | 向下箭头图形 · 公共汽车的图形         | 崂山路/海涛园                     | 向上箭头图形 · 公共汽车的图形 | 崂山路/西姜三路                   |                    |
| 44   | 西姜站                | 向下箭头图形 · 公共汽车的图形         | 崂山路/锦绣花园                   | 向上箭头图形 · 公共汽车的图形 | 崂山路/怡华园                     |                    |
| 45   | 姜戈庄站              | 向下箭头图形 · 公共汽车的图形         | 崂山路/渔港路                     | 向上箭头图形 · 公共汽车的图形 | 崂山路/崂山路                     |                    |
| 46   | 前海花园站            | 向下箭头图形 · 公共汽车的图形         | 崂山路/崂山路                     | 向上箭头图形 · 公共汽车的图形 | 崂山路/瑞海园                     |                    |
| 47   | 前海花园站 （临时站） | 向下箭头图形 · 公共汽车的图形         | 崂山路/军港路                     |                               |                                   |                    |
| 48   | 前海花园东站          |                                       |                                   | 向上箭头图形 · 公共汽车的图形 | 崂山路/军港路                     |                    |
| 49   | 南岭沟站              | 向下箭头图形 · 公共汽车的图形         | 崂山路/崂山路                     | 向上箭头图形 · 公共汽车的图形 | 崂山路/崂山路                     |                    |
| 50   | 十字路站              | 向下箭头图形 · 公共汽车的图形         | 崂山路/崂山路                     | 向上箭头图形 · 公共汽车的图形 | 崂山路/李沙路                     |                    |
| 51   | 沙子口站              | 快进的向下双箭头图形 · 公共汽车的图形 | 崂山路/沙子口桥                   | 向上箭头图形 · 公共汽车的图形 | 崂山路/沙子口桥                   | 沙子口站（4）      |
| 52   | 沙子口河东站          | 向下箭头图形 · 公共汽车的图形         | 崂山路/西沙路                     | 向上箭头图形 · 公共汽车的图形 | 崂山路/西沙路                     |                    |
| 53   | 崂山六中站            | 向下箭头图形 · 公共汽车的图形         | 崂山景区旅游专用路/崂山六中       | 向上箭头图形 · 公共汽车的图形 | 崂山景区旅游专用路/麒麟山庄       | 崂山六中站（4）    |
| 54   | 崂山书院站            | 向下箭头图形 · 公共汽车的图形         | 崂山景区旅游专用路/崂山书院       | 向上箭头图形 · 公共汽车的图形 | 崂山景区旅游专用路/崂山书院       |                    |
| 55   | 万里江茶园站          | 向下箭头图形 · 公共汽车的图形         | 崂山景区旅游专用路/南沙路         | 向上箭头图形 · 公共汽车的图形 | 崂山景区旅游专用路/南沙路         |                    |
| 56   | 岭西站                | 向下箭头图形 · 公共汽车的图形         | 崂山景区旅游专用路/鱼水路         | 向上箭头图形 · 公共汽车的图形 | 崂山景区旅游专用路/鱼水路         |                    |
| 57   | 登瀛站                | 向下箭头图形 · 公共汽车的图形         | 崂山景区旅游专用路/登瀛小学       | 向上箭头图形 · 公共汽车的图形 | 崂山景区旅游专用路/登瀛小学       | 西登瀛站（4）      |
| 58   | 小河东站              | 向下箭头图形 · 公共汽车的图形         | 崂山景区旅游专用路/大河东桥       | 向上箭头图形 · 公共汽车的图形 | 崂山景区旅游专用道/大河东桥       |                    |
| 59   | 大河东站              | 向下箭头图形 · 公共汽车的图形         | 崂山景区旅游专用路/大河东桥       | 向上箭头图形 · 公共汽车的图形 | 崂山景区旅游专用路/大河东桥       |                    |
| 60   | 大河东客服中心站      | 快进的向下双箭头图形 · 公共汽车的图形 | 崂山景区旅游专用路/大河东客服中心 | 向上箭头图形 · 公共汽车的图形 | 崂山景区旅游专用路/大河东客服中心 | 大河东站（4）      |
| 61   | 砖塔岭站              | 向下箭头图形 · 公共汽车的图形         | 崂山景区旅游专用路/砖塔岭村道     | 向上箭头图形 · 公共汽车的图形 | 崂山景区旅游专用路/砖塔岭村道     |                    |
| 62   | 南窑站                | 向下箭头图形 · 公共汽车的图形         | 崂山景区旅游专用路/东沙路         | 向上箭头图形 · 公共汽车的图形 | 崂山景区旅游专用路/东沙路         |                    |
| 63   | 南窑东站              | 向下箭头图形 · 公共汽车的图形         | 崂山景区旅游专用路/南窑村村道     | 向上箭头图形 · 公共汽车的图形 | 崂山景区旅游专用路/南窑村村道     |                    |
| 64   | 西麦窑站              | 向下箭头图形 · 公共汽车的图形         | 崂山景区旅游专用路/西麦窑村道     | 向上箭头图形 · 公共汽车的图形 | 崂山景区旅游专用路/西麦窑村道     |                    |
| 65   | 流清河站              | 向下箭头图形 · 公共汽车的图形         | 流清河停车场/崂山景区旅游专用路   | 向上箭头图形 · 公共汽车的图形 | 崂山景区旅游专用路/流清河停车场   |                    |

## 运营时间
以下均为当地时间（UTC+8）为准。
- 轮渡站（主站）：5:50-18:30
- 流清河站（副站）：6:30-20:00

## 票制票价
本路线车辆均为普通车，有人售票累进制。每人次投币CNY ¥ 1~6。

## 特色服务

### 互联网+旅游快车
304路线夏季旅游时段开通“互联网+旅游快车”公交，只停靠客流集中的11个站点，以缩短运行时间。快车运行时，车辆前挡风玻璃处放置“互联网+旅游快车”标牌。
- 团岛站7:00、7:30发出上行车各1班次。